# Paracalyptrophora
Paracalyptrophora is een geslacht van neteldieren uit de klasse van de Anthozoa (bloemdieren).

## Soorten
- Paracalyptrophora carinata Cairns & Bayer, 2004
- Paracalyptrophora duplex Cairns & Bayer, 2004
- Paracalyptrophora josephinae (Lindström, 1877)
- Paracalyptrophora kerberti Versluys, 1906
- Paracalyptrophora mariae (Versluys, 1906)
- Paracalyptrophora simplex Cairns & Bayer, 2004